# Plutoid

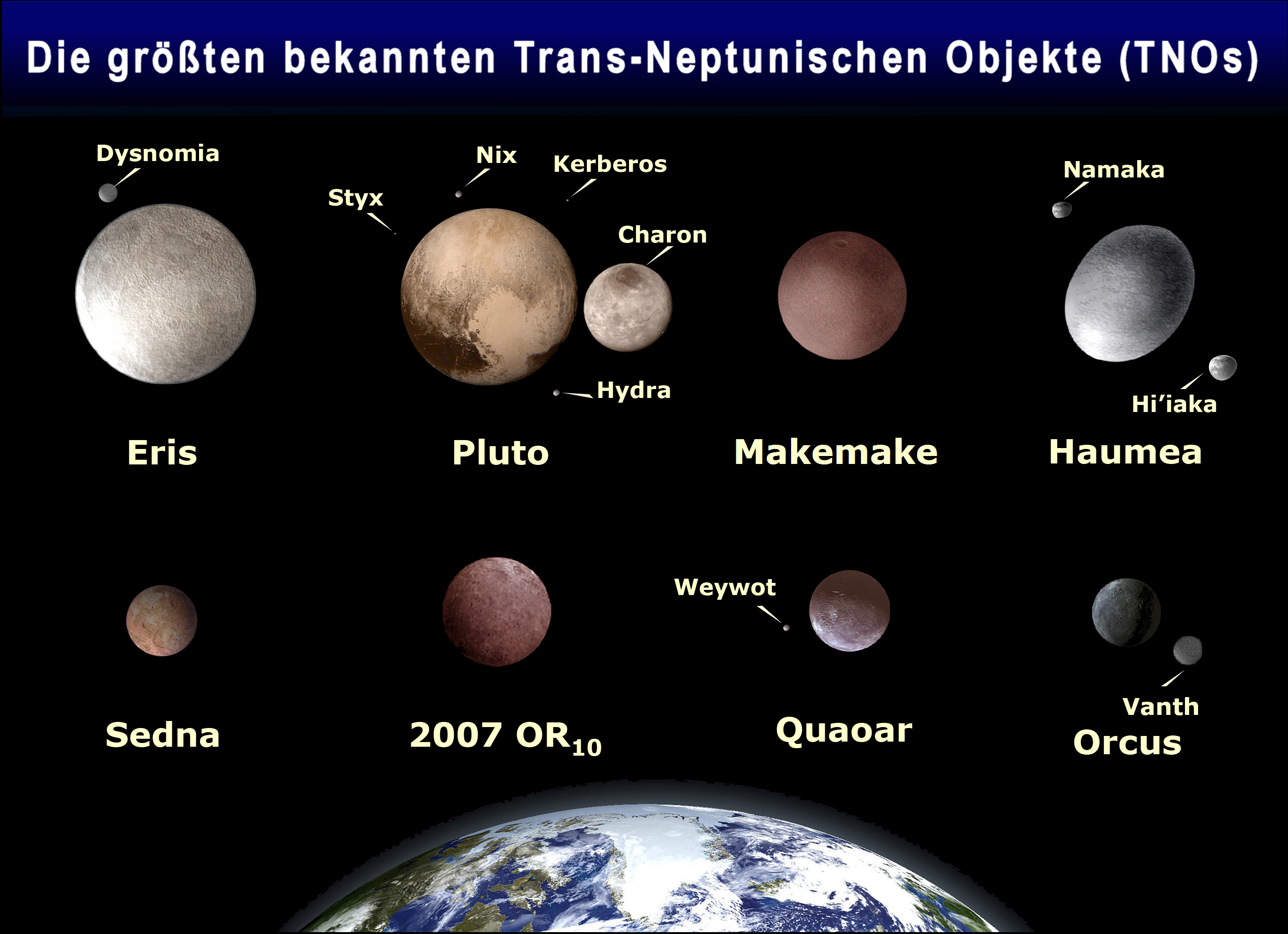
Künstlerische Darstellung der vier Plutoiden und ihrer Monde (obere Reihe) neben weiteren großen transneptunischen Objekten im maßstäblichen Größenvergleich mit der Erde (Bildüberschrift Stand: Juni 2015)

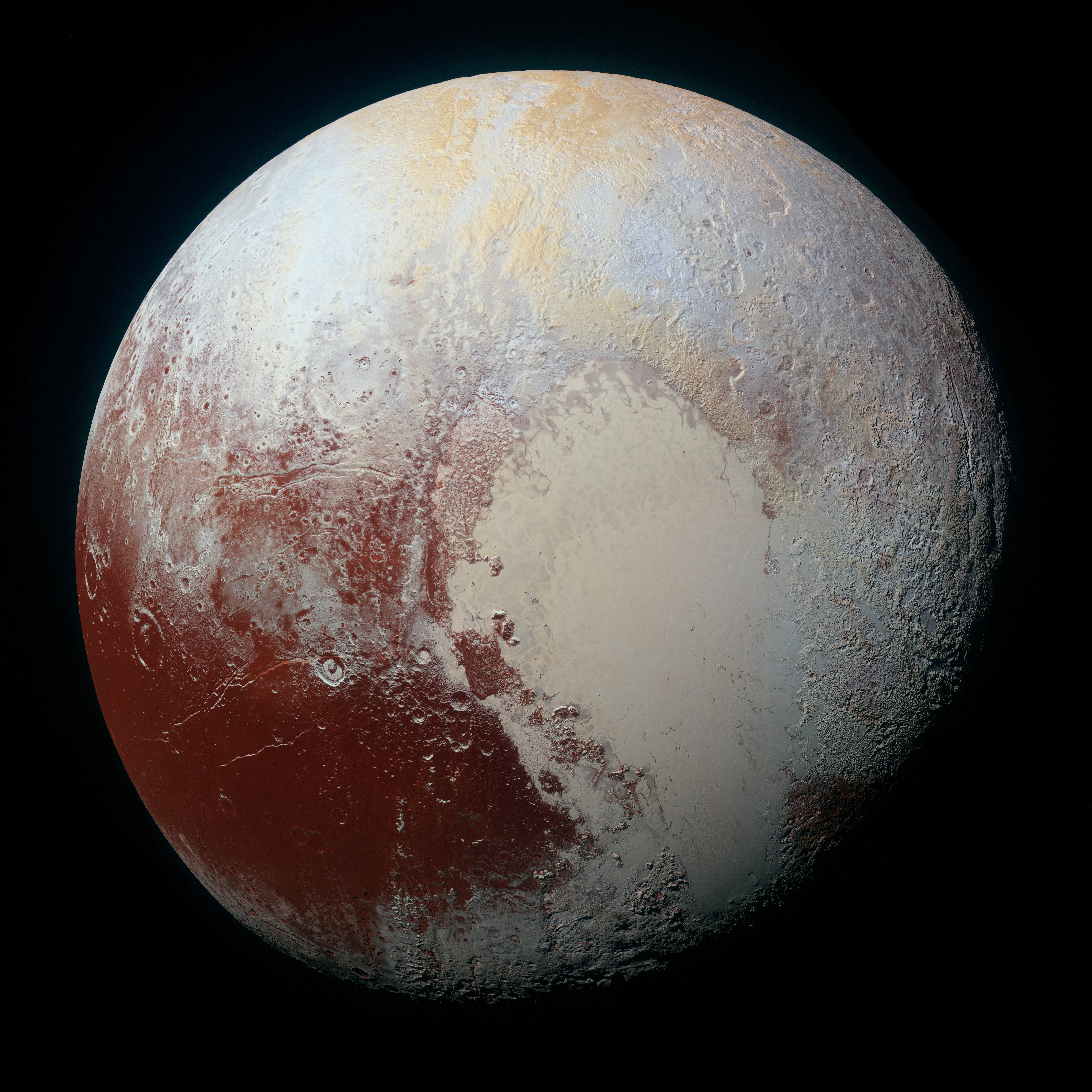
Pluto, aufgenommen von der Raumsonde New Horizons

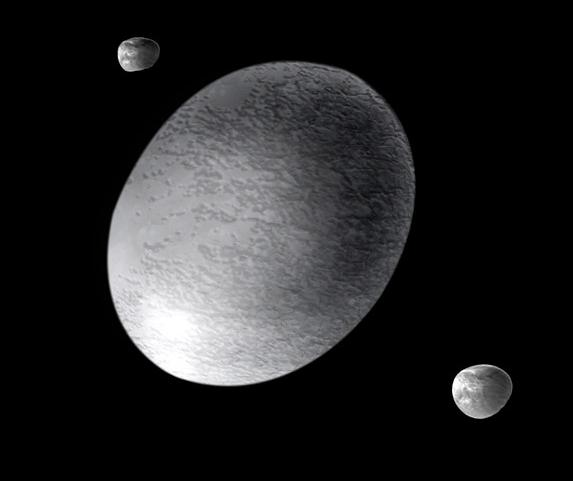
Künstlerische Darstellung von Haumea und seinen beiden Monden Hiʻiaka und Namaka

Ein Plutoid ist ein transneptunischer Zwergplanet.

## Definition
Nach der Entscheidung der Internationalen Astronomischen Union (IAU) vom 11. Juni 2008 sind Plutoiden eine Unterklasse der Zwergplaneten. Sie müssen also eine Umlaufbahn um die Sonne innehaben und genügend Masse besitzen, um durch die eigene Schwerkraft eine hydrostatische Gleichgewichtsform (annähernd kugelförmige Gestalt) anzunehmen. Allerdings dürfen sie ihren Orbit nicht von anderen Objekten bereinigt haben, so wie es bei Planeten unter Berücksichtigung der planetarischen Diskriminante der Fall ist, und es darf sich bei ihnen nicht um einen Satelliten handeln. Im Unterschied zu den anderen Zwergplaneten kommt als zusätzliches Kriterium für die Plutoiden noch hinzu, dass die große Halbachse ihrer Bahn um die Sonne die des Neptun übertreffen muss.
Das heißt, dass der Zwergplanet Ceres nicht als Plutoid bezeichnet wird, da er sich im Asteroidengürtel zwischen Mars und Jupiter befindet und daher nicht jenseits der Neptunbahn die Sonne umrundet.
Die Zwergplaneten, die zum Zeitpunkt der Definition den Plutoidenstatus erhielten, waren der Namensgeber Pluto und die etwas kleinere Eris. Es ist jedoch davon auszugehen, dass noch weitere Plutoiden im Bereich hinter Neptuns Umlaufbahn entdeckt werden, und die bereits bekannten annähernd kugelförmigen transneptunischen Objekte des Sonnensystems nach ihrer Einstufung als Zwergplaneten auch als Plutoiden bezeichnet werden.

## Benennungsprozess
In einem von der International Astronomical Union’s Committee on Small Body Nomenclature (CSBN) und der IAU Working Group for Planetary System Nomenclature (WGPSN) geführten Benennungsprozesses sollen dabei in Zukunft für Benennungszwecke alle Himmelskörper des Sonnensystems als Plutoiden betrachtet werden, deren große Halbachse größer als die des  Neptuns ist und deren absolute Helligkeit heller als +1 mag ist. Die Einstufung als Zwergplanet bzw. Rückstufung zum Planetoiden wird im Rahmen weiterführender Beobachtungen verifiziert. Dadurch wurden Makemake und Haumea ebenfalls der Kategorie der Plutoiden zugeordnet.

## Liste der Plutoiden

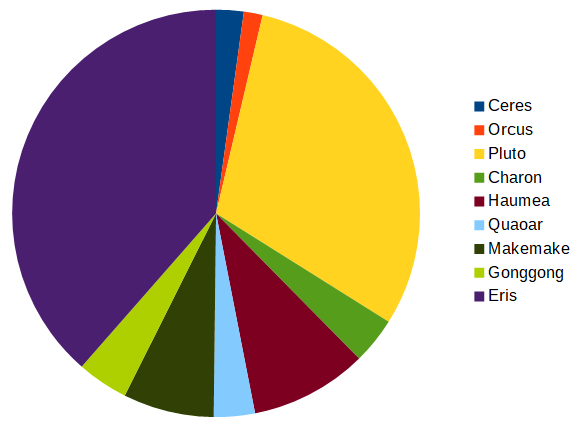
Die Massen der Plutoiden sind sehr unterschiedlich. Es kommt aber eher auf die Größe an. Pluto und Eris sind die größten und schwersten.

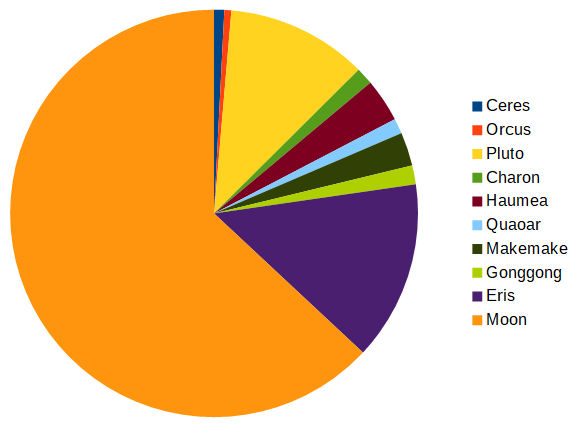
Im Vergleich zum Mond sind Plutoiden aber eher leicht.

- Pluto
- Eris
- Makemake
- Haumea

### Kandidaten (Auswahl)
- Gonggong
- Quaoar
- Sedna
- Máni
- Orcus
- Salacia